# テリー・ケネディ
テリー・ケネディ（Terry Kennedy、1996年7月4日 - ）は、アイルランドのラグビー選手。

## 人物
- アイルランド・ダブリン出身[1]。
- ポジションはウィング(WTB)。
- 身長 183cm、体重 84kg
- U20アイルランド代表に選ばれたことがある[2]。

## 略歴
2016年、レンスターに加入。 
2021年、東京五輪の7人制アイルランド代表に選ばれた。
2024年、パリ五輪の7人制アイルランド代表に選ばれた。

## 受賞歴
- ワールドラグビー男子セブンズ年間最優秀選手賞:2022年[5]